# Ryan International Airlines
Ryan International Airlines, Inc. era una aerolínea estadounidense FAR 121 con autoridad nacional, de bandera y suplementaria.

## Historia
La historia de Ryan International se remonta al año 1968, cuando Ronald D. Ryan comenzó como piloto jefe en Jack P. DeBoer Associates. La empresa DeBoer Aviation fundó en 1972. En 1975, Ronald Ryan y George Ablah adquirieron acciones iguales de DeBoer Aviation y la rebautizaron como Ryan Aviation Corporation (RAC). La empresa era un operador de base aérea que proporcionaba servicios de reabastecimiento de combustible y mantenimiento. Las operaciones de vuelo comenzaron en 1981 como una compañía de vuelos chárter de carga y en 1983 como una aerolínea de pasajeros bajo el nombre de Ryan International Airlines.
El 30 de junio de 1986, Ryan Aviation y Ryan International Airlines fueron compradas por PHH Group, Inc., una compañía que cotizaba en la Bolsa de Valores de Nueva York, y rebautizada como PHH-Air Inc.
El 30 de junio de 1988, Ronald Ryan recompró las operaciones de la base aérea del Aeropuerto Wichita Mid-Continent al Grupo PHH, incluido el reabastecimiento de combustible, el mantenimiento de aeronaves, el hangar y el alquiler de oficinas. La empresa pasó a llamarse Ryan Aviation Corporation.
El 30 de enero de 1989, PHH-Air fue recomprada por Ronald Ryan y rebautizada como Ryan International Airlines. Comenzó con vuelos para el Servicio Postal de Estados Unidos y como subcontratista para Emery Worldwide.

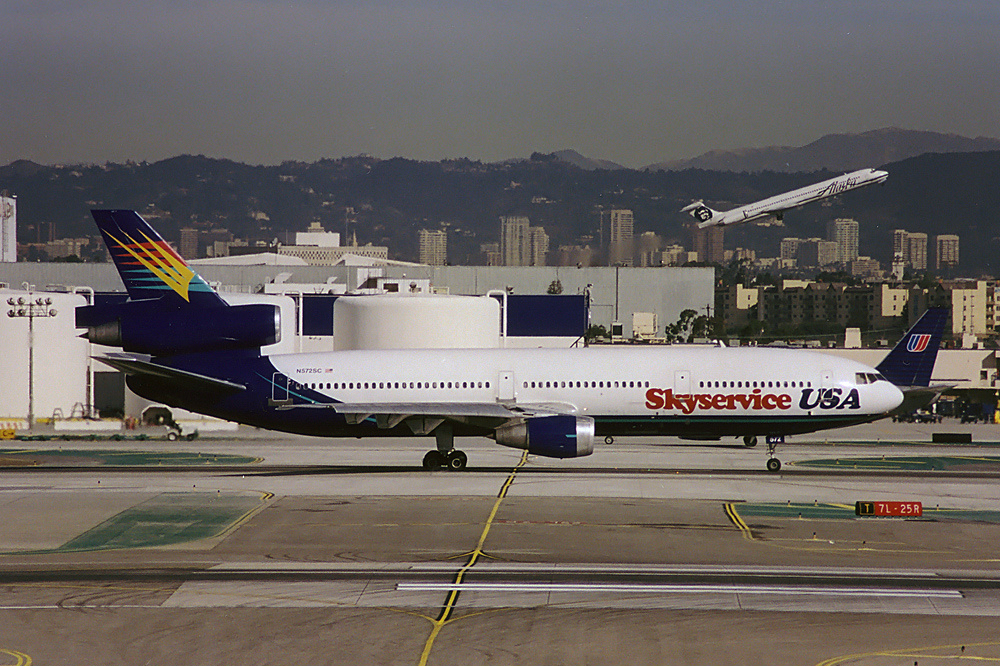
McDonnell Douglas DC-10 en el año 2000 con los colores de Skyservice USA.

Con sede en el Aeropuerto Internacional Chicago Rockford en Rockford, Illinois, el Servicio Postal de los Estados Unidos fue en su momento el principal cliente de la aerolínea, utilizando aviones Boeing 727 operados por Ryan International en vuelos regulares de reparto de correo. Ryan también realizó vuelos chárter no regulares para empresas de excursiones y paquetes turísticos, junto con el Departamento de Defensa de los Estados Unidos, el Departamento de Justicia de los Estados Unidos y otros.
En 1998, la aerolínea comenzó a operar vuelos desde California a Hawái y México, utilizando un par de aviones McDonnell Douglas DC-10 y varios Airbus A320 para SunTrips, operador de paquetes vacacionales en California. Los aviones operaban con la marca Skyservice USA y lucían la imagen de Airtours International Airways, la empresa matriz de SunTrips. En el año 2000, la marca Skyservice USA se sustituyó por la de SunTrips. Posteriormente, Ryan operaría vuelos de SunTrips con aviones Boeing 757 con la imagen de Ryan.

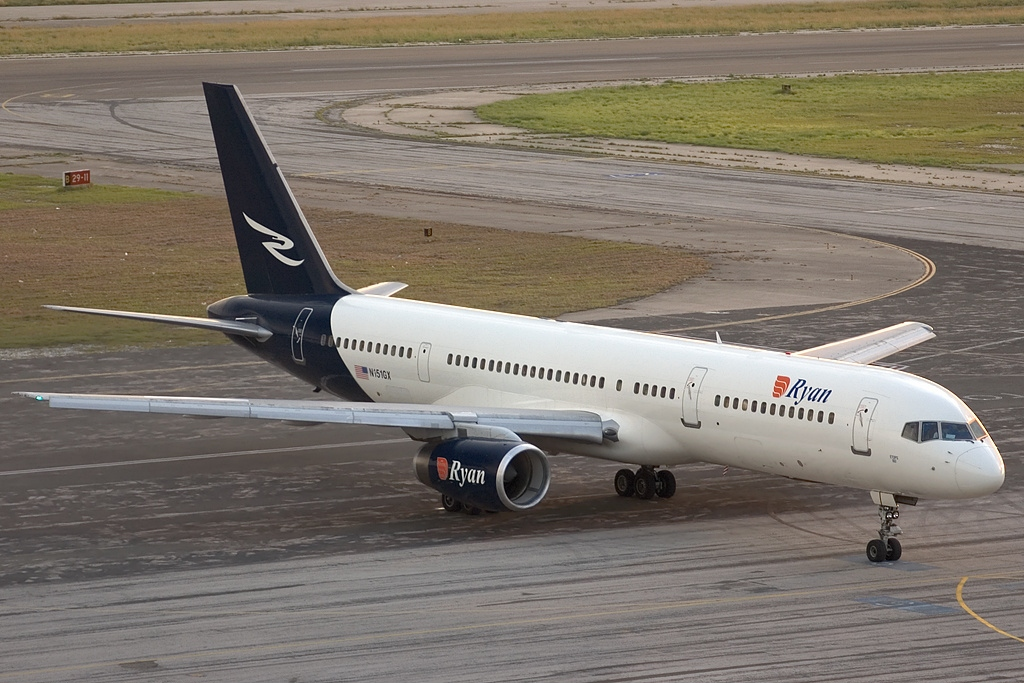
Boeing 757-200 pintado con los colores de Ryan International Airlines en octubre de 2005.

La aerolínea fue propiedad absoluta de Ronald Ryan hasta 2005, cuando fue adquirida por la firma de bienes raíces comerciales Rubloff Development Group. Ryan operó vuelos regulares de pasajeros con aviones Airbus A320 para AirTran Airways entre Atlanta y la costa oeste de los EE. UU. en 2003 y 2004, después de lo cual AirTran comenzó a operar los vuelos por sí misma con aviones Boeing 737-700 recién entregados.
Desde que se trasladó a la sede de Rubloff en Rockford en 2006, Ryan mantuvo un número notable de contratos trabajando principalmente para el Departamento de Defensa de los Estados Unidos y el Departamento de Seguridad Nacional de los Estados Unidos (DHS). Hasta el verano de 2008, mantuvo grandes operaciones en Milwaukee St Louis y Boston para Funjet y Apple Vacations. Estos contratos se rescindieron tras la quiebra de la aerolínea europea Futura International Airways, a la que Ryan alquiló varios aviones para apoyar esta operación.
En noviembre de 2011, Ryan recibió su primer Airbus A330-300, alquilado a Virgin Atlantic.

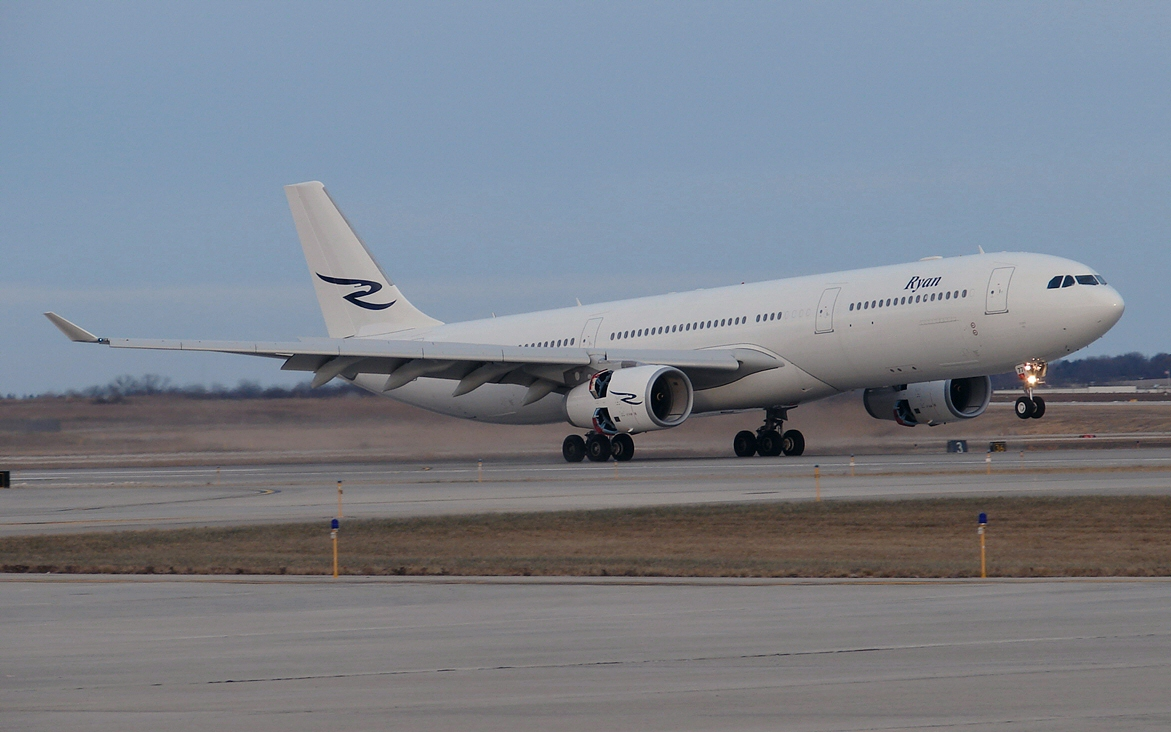
Airbus A330 de Ryan International Airlines alguilado a Virgin Atlantic.

En febrero de 2012, Ryan suspendió temporalmente a pilotos, asistentes de vuelo y personal de apoyo. El 6 de marzo de 2012, Ryan se declaró en bancarrota, citando "reducciones inesperadas y dramáticas en los vuelos militares".El 1 de abril de 2012, Ryan perdió su intento de continuar volando para el DHS. La pérdida del contrato con el DHS resultó en la inmediata puesta a tierra de cuatro aviones McDonnell Douglas MD-80 para reducir costos. El 1 de agosto de 2012, Ryan devolvió su A330-300 a Virgin Atlantic, terminando su contrato de arrendamiento y aceptando un modelo más antiguo de Airbus A330-200 anteriormente operado por Atlasjet. Seis días después, Jeff Potter, ex director ejecutivo de Frontier Airlines, fue contratado como "director de reestructuración" de Ryan. También es presidente y director ejecutivo de la consultora de aviación Boyd Group International. El presidente y director de operaciones de Ryan, Mike McCabe, había dejado Ryan en mayo debido a una cirugía de cáncer. El 15 de agosto de 2012, Ryan anunció que suspendería temporalmente a aproximadamente 30 pilotos y 60 asistentes de vuelo durante las próximas semanas. Dos días después, la mayoría de los asistentes de vuelo votaron "Sí" al acuerdo del contrato de la AFA. A fines de ese mes, se eliminaron 25 o más puestos de gestión y administrativos. Esos puestos recibieron un aviso el mismo día, ya que la compañía intentó reducir aún más los costos. Ryan anunció nuevamente que suspendería temporalmente a más pilotos y aproximadamente a 18 asistentes de vuelo más.
El 11 de enero de 2013, el director ejecutivo de Ryan International Airlines anunció que la aerolínea había entrado en liquidación. Su personal fue despedido y cesó sus operaciones.El 31 de enero de 2013, la sociedad matriz del operador de vuelos chárter AstraJet, AJET Holdings LLC, firmó un acuerdo de compra para sacar a Ryan International de la quiebra con planes de reiniciar la aerolínea bajo el nombre de AstraJet, operando vuelos comerciales y chárter desde Europa a Florida, el Lejano Oriente, Hawái, Nevada y Sudamérica.La compra se completó el 4 de marzo de 2013, y AJET tomó el control de la licencia de aerolínea de vuelos regulares Parte 121 de Ryan y del acuerdo de negociación colectiva con los asistentes de vuelo y los pilotos.

## Esquema de fraude de sobornos
El 13 de agosto de 2013, un gran jurado presentó una acusación formal contra Sean E. Wagner, expropietario y operador de Aviation Fuel International (AFI), y contra AFI, acusándolos de participar en una conspiración para defraudar a Ryan International Airlines. Según la acusación, Wagner y AFI pagaron sobornos a Wayne Kepple, exvicepresidente de operaciones terrestres de Ryan, a cambio de adjudicarle contratos a AFI.
Según documentos judiciales, desde al menos diciembre de 2005 hasta al menos agosto de 2009, Wagner y otros en AFI hicieron pagos de sobornos a Kepple por un total de más de 200.000 dólares en forma de cheques, transferencias bancarias, efectivo y tarjetas de regalo.
Wagner se declaró culpable el 12 de marzo de 2014 de participar en un plan de sobornos para defraudar a Ryan Airlines. Los cargos contra AFI fueron desestimados el 21 de febrero de 2014.

## Servicios
Ryan International Airlines ofreció los siguientes servicios:
- Arrendamiento húmedo, apoyo al desarrollo y expansión de flota para aerolíneas nuevas o existentes.
- Gestión y operaciones de vuelo para aerolíneas comerciales.
- Vuelos chárter nacionales e internacionales para empresas turísticas, equipos deportivos y grupos de viajes.

## Flota
Ryan International operó una flota diversa de aviones a reacción durante su existencia, incluidos los siguientes:
- Airbus A320-200
- Airbus A330-200
- Airbus A330-300
- Boeing 727-100
- Boeing 727-200
- Boeing 737-200
- Boeing 737-300
- Boeing 737-400
- Boeing 737-500
- Boeing 737-800
- Boeing 757-200
- Boeing 767-300
- McDonnell Douglas DC-9-10
- McDonnell Douglas DC-10-10
- McDonnell Douglas MD-82
- McDonnell Douglas MD-83
- McDonnell Douglas MD-87

Galería de Imágenes
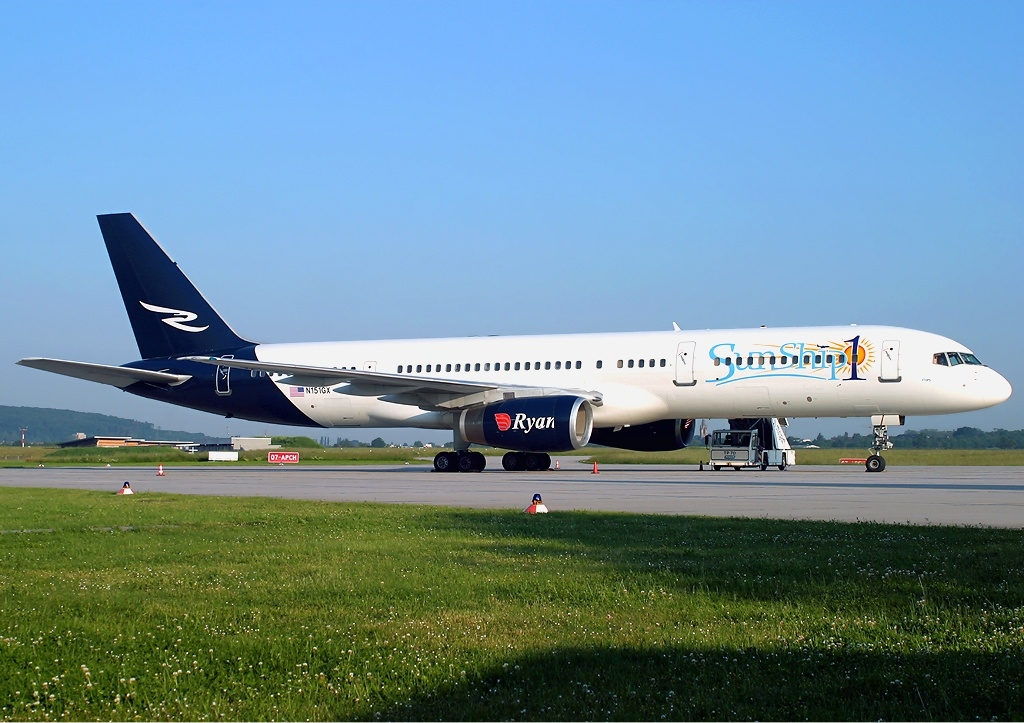
Boeing 757
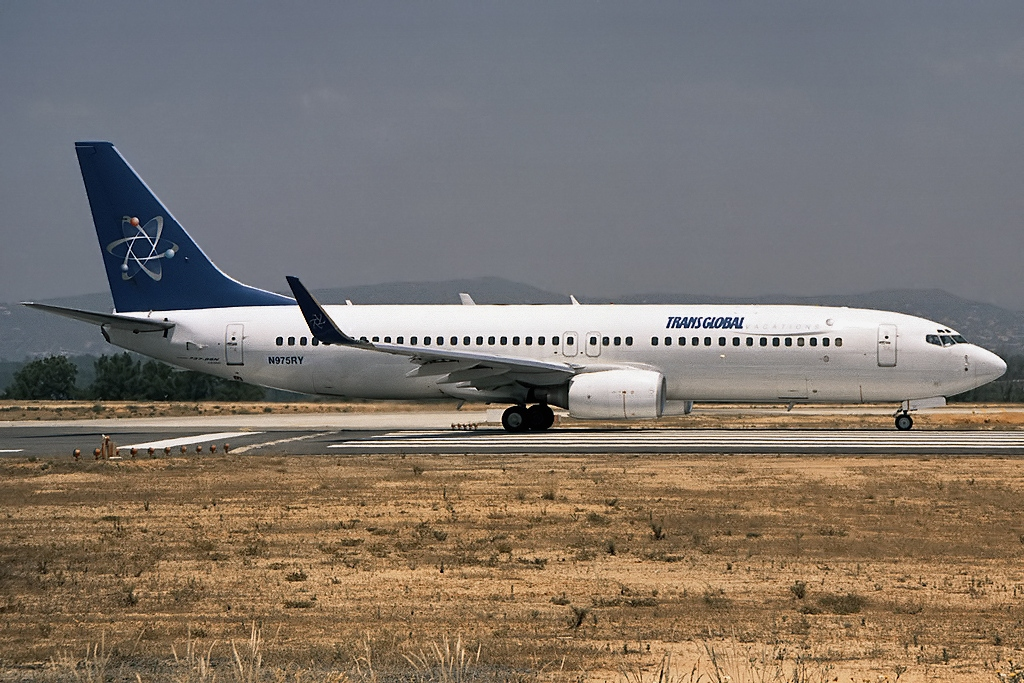
Boeing 737
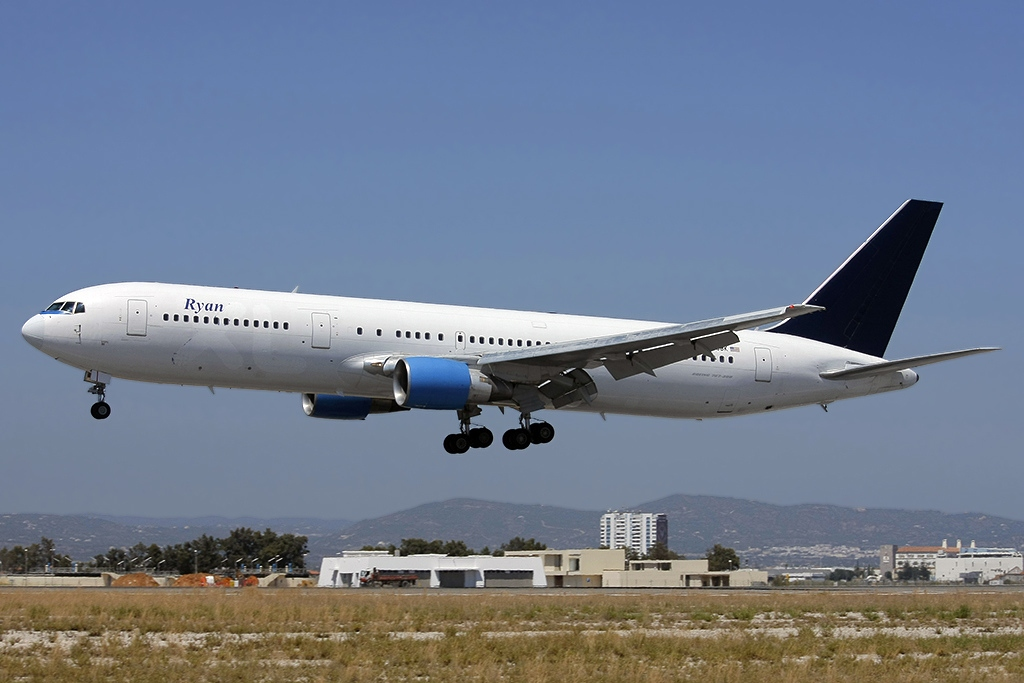
Boeing 767
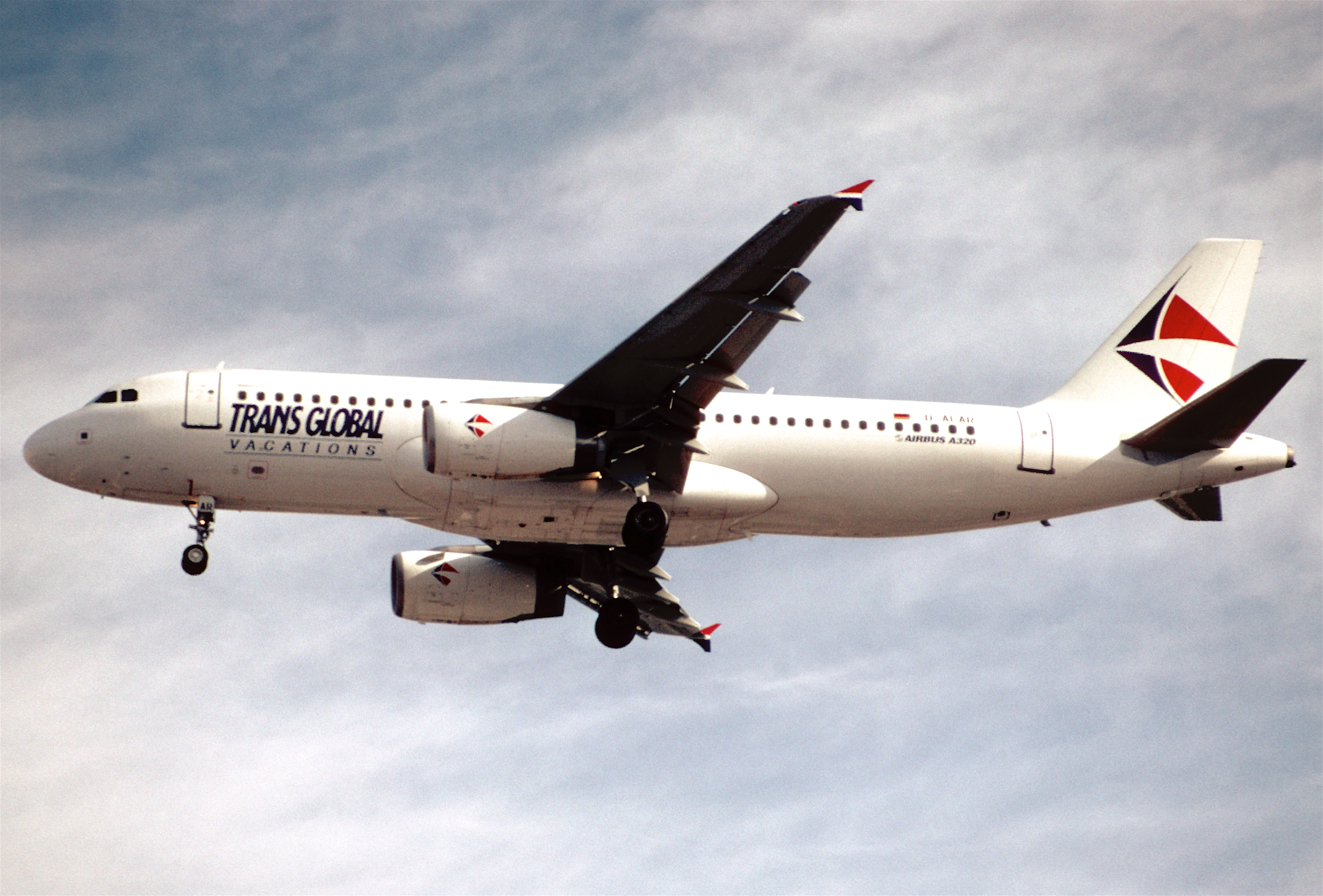
Airbus A320
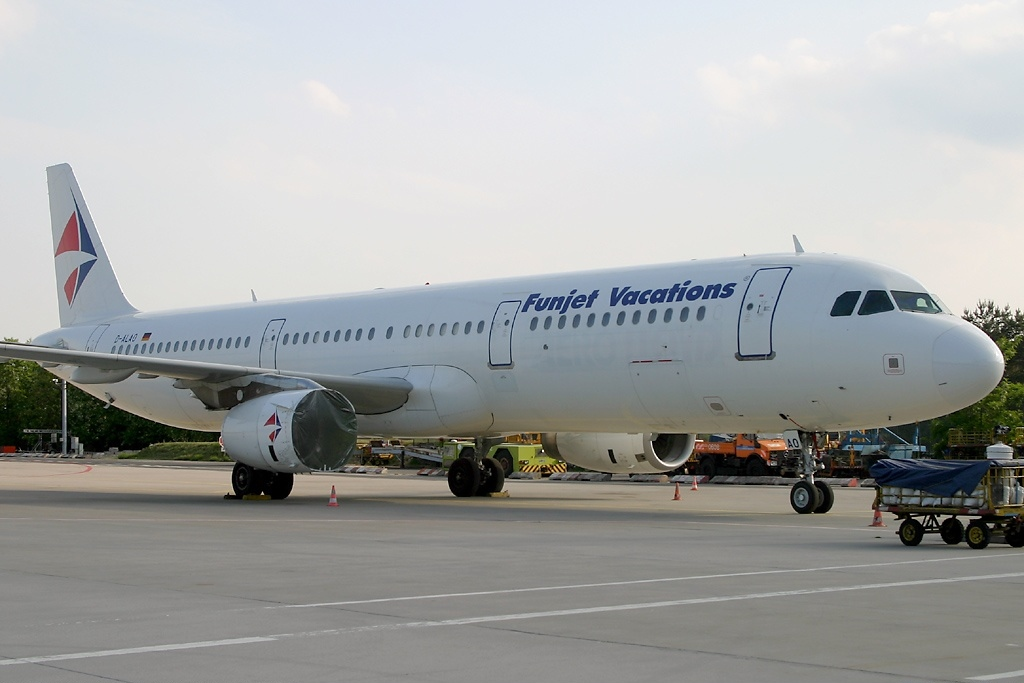
Airbus A321
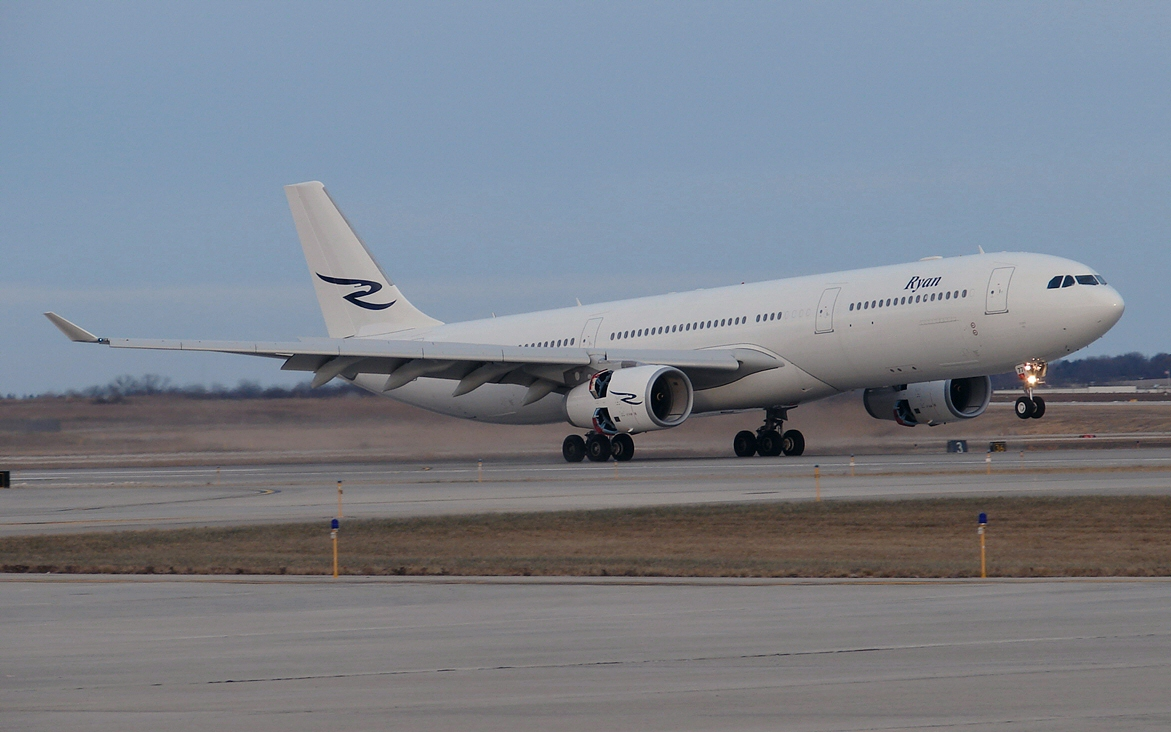
Airbus A330
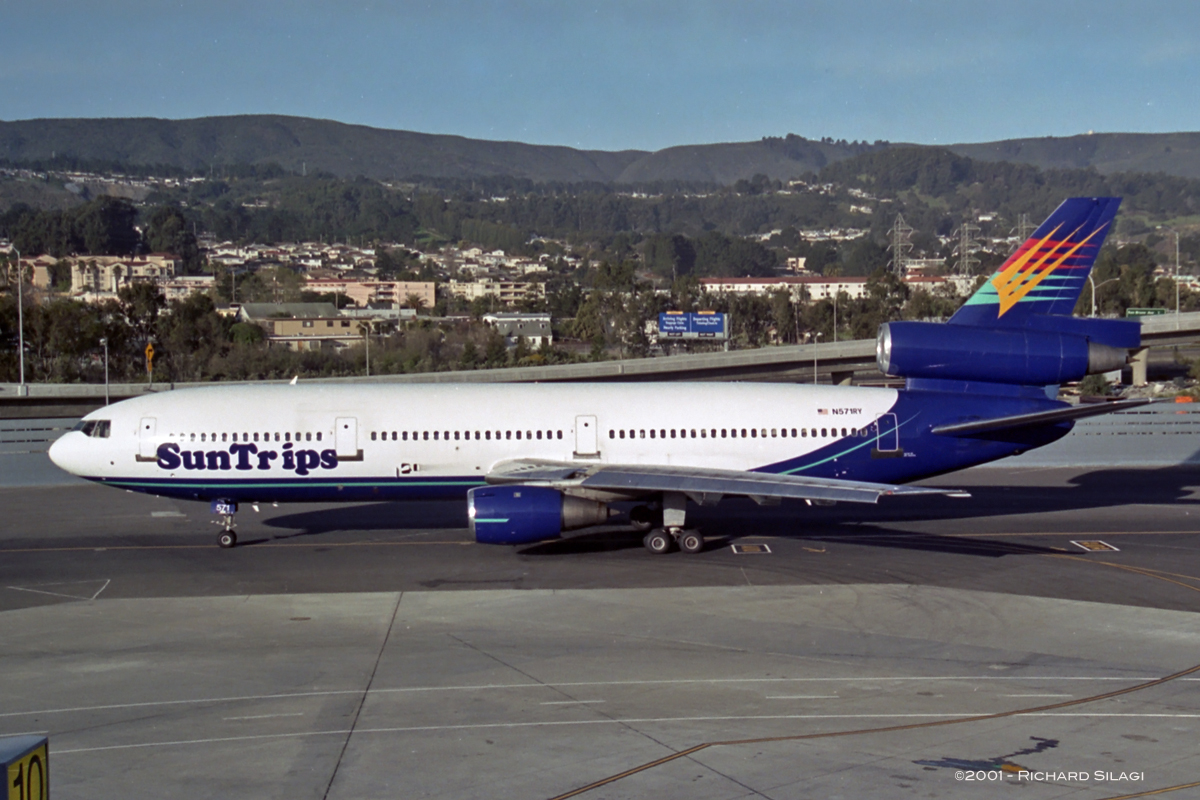
McDonnell Douglas DC-10
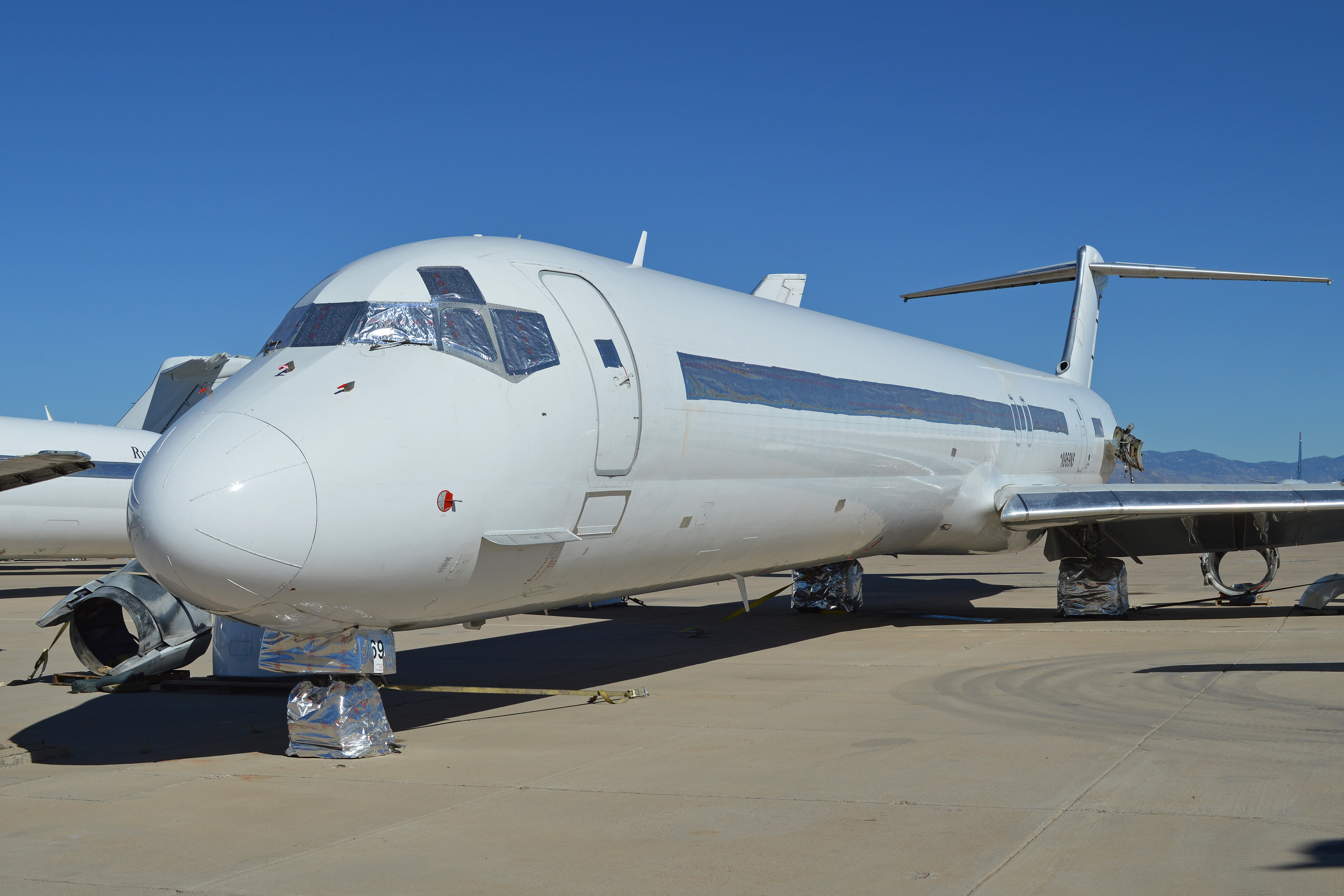
McDonnell Douglas MD-80

## Accidentes e incidentes
Ryan International Airines solo tuvo dos accidentes en su historia, uno de los cuales fue fatal.

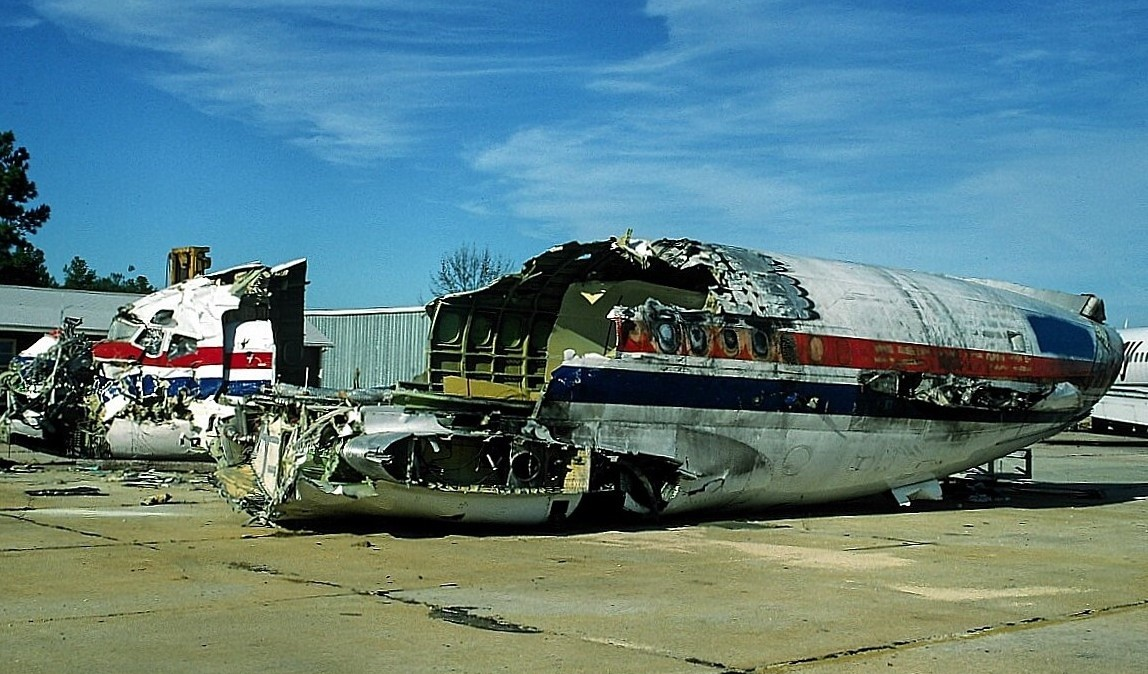
Los restos del vuelo 590.

- El 17 de febrero de 1991, el vuelo 590 de Ryan International Airlines, un McDonnell Douglas DC-9-15 (matrícula N565PC), se estrelló tras despegar del Aeropuerto Internacional de Cleveland Hopkins. El avión realizaba un vuelo de carga con correo. Ambos pilotos, únicos ocupantes del avión, fallecieron.[11]
- El 1 de octubre de 1997, un Boeing 727-51C (matrícula N414EX) que operaba como el vuelo 607 chocó con un autobús lanzadera en el Aeropuerto Internacional de Denver. No hubo víctimas mortales. Los tres miembros de la tripulación sobrevivieron, aunque el capitán y el primer oficial resultaron heridos. El conductor del autobús lanzadera también resultó herido. La aeronave sufrió daños importantes y quedó inutilizada.[12]